# Thomas Egan

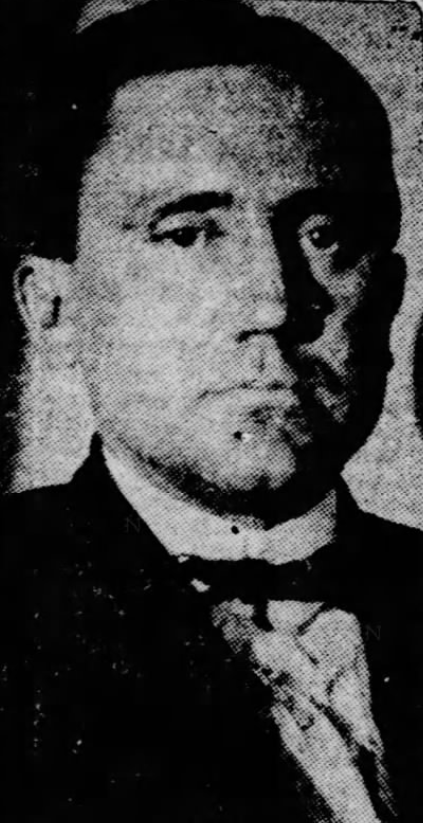
Thomas Egan (1919)

Thomas „Tom“ Egan (* 1. November 1874 in St. Louis, Missouri; † 20. April 1919 ebenda) war Namensgeber und neben Thomas Kinney eines der Gründungsmitglieder der Egan’s Rats, einer Gruppierung des organisierten Verbrechens, welche zwischen 1890 und 1924 St. Louis beherrschte. Gleichzeitig war der Anführer der Egan’s Rats ein Lokalpolitiker in St. Louis.

## Egans Jugend – Krimineller Einstieg mit der Ashley Street Gang
Thomas Egan wurde als drittes Kind von Martin und Annie Egan am 1. November 1874 im so genannten „Kerry Patch“ von St. Louis geboren, wo er mit seiner Familie in seiner Kindheit und Jugendzeit lebte. Schon früh begann sich Thomas Egan mit dem 6 Jahre älteren Thomas Kinney anzufreunden. Während sich Kinney langsam der Politik zuwandte, begann Tom Egan eine Karriere auf der Straße, wo er zusammen mit mehreren anderen Jungen die Ashley Street Gang bildete, welche St. Louis Third District terrorisierten und sich kriminellen Projekten widmeten wie Einbruch und Diebstahl. Am 3. Juni 1893 trat Egan seine erste Haftstrafe an, infolge verschiedener Delikte, die ihm nachgewiesen werden konnten. Ein Jahr darauf beendete er seine Haftstrafe und etablierte sich sofort wieder in der Hierarchie der Ashley Streeters und nahm an verschiedenen Einbrüchen teil.
Ein erneuter Einbruch sollte sich am 17. Oktober 1894 als fatal erweisen, als ein geplantes Projekt fehlschlug. Egan und ein Partner, vermutlich Dave Hickey, wurden von einem Wachmann erwischt, der privat vom Ladenbesitzer eingestellt war. Ein entstehender Schusswechsel erregte die Aufmerksamkeit eines patrouillierenden Polizisten, welcher auf die beiden Einbrecher mit seiner Waffe schoss. Während Hickey flüchten konnte, wurde Egan von einer Kugel getroffen, die in seinen Hals eindrang und aus der linken Gesichtshälfte wieder austrat. Egan überlebte überraschend und konnte einer Anklage entkommen, vermutlich aufgrund des wachsenden politischen Einflusses seines Freundes Thomas Kinney.

## Führungsposition bei den Ashley Streeters – Auseinandersetzungen mit Rivalen
1895 wurden einige Mitglieder der Ashley Streeters erneut verhaftet, darunter Egan und Hickey. Ein Konflikt am 3. Juni 1895 endete damit, dass Egan mit einem Hammer (die Gefangenen mussten Steine zerkleinern) auf Hickeys Kopf schlug. Dave Hickey überlebte ebenfalls diese Attacke trotz eines Schädelbruchs und blieb weiter bei den Ashley Streeters. Thomas Egan dagegen hatte mit dieser Aktion seine Führungsposition innerhalb der Gruppierung etabliert (vermutlich war der Hintergrund für die Attacke die Flucht von Hickey beim missglückten Einbruch ein Jahr zuvor). 1896 endete der Konflikt der Ashley Streeters um Kinney und Egan mit George „Baldy“ Higgins, welcher am 20. September 1896 in einem Kampf zwischen Higgins und Kinney von Kinney mit einem Revolverschuss verletzt wurde und nur zwei Tage später seinen Verletzungen erlag. Higgins hatte bis dato mit seiner Bande die größte Konkurrenz zu den Ashley Streeters dargestellt.
Das neue Jahrhundert resultierte nun für Egan in einer Fehde mit der Walnut Street Gang, welche von Ed Butler unterstützt wurde. Dieser hielt über Jahre im Hintergrund die politische Macht in St. Louis, eine Umstrukturierung des St. Louis Democratic City Committee durch Harry B. Hawes nutzte jedoch Kinney um sich mit diesem zu verbünden und seine eigene politische Karriere voranzutreiben. Gegnern von Hawes sagte dieser Schachzug Kinneys nicht zu, worauf unter anderem die Walnut Street Gang um John „Bad Jack“ Williams und William „Tough Bill“ Condon Anschläge gegen Assoziierte von Kinney vornahm. Bis 1902 konnte jedoch diese Gefahr durch Egan und Kinney eliminiert werden, Thomas Egan trat schon bald einige weitere Haftstrafen aufgrund von Überfällen mit Tötungsabsicht an.

## Unangefochten an der Spitze sowie der Konflikt mit der Bottoms Gang
Während Kinney für 1904 plante, als Senator von Missouri zu kandidieren, war Thomas Egan mittlerweile der zweifellose Anführer dieses Duos auf der Straße, welcher sich um die Aktivitäten der Gang kümmerte. Eine Auseinandersetzung von Kinney mit einem afroamerikanischen Sänger im Februar 1904 machte Kinney klar, dass er sich mehr von den Gang-Aktivitäten in der Öffentlichkeit distanzieren müsse, wodurch Thomas Egan nun auch offiziell die Kontrolle über die Gruppierung übernahm, welche nun als Egan-Gang bezeichnet werden konnte. Bereits kurz darauf begann Egan zusammen mit Michael Kinney als Delegierte des Fourth Ward von St. Louis zu fungieren, womit sie Harry Hawes unterstützten. Im März 1903 sorgte die Egan-Gang auf der Versammlung der Demokraten von St. Louis für Unruhe, nur wenige Wochen später gelang es Hawes in der entscheidenden Wahl gegen Joseph W. Folk die Stadt St. Louis für sich zu gewinnen. Folk gelang es jedoch genug der umliegenden Gegenden von Missouri für sich zu gewinnen und er wurde 1904 zum Gouverneur von Missouri ernannt. Gleichzeitig erreichte jedoch auch Kinney sein Ziel des Senatorenamtes, womit die Egan Gruppierung einen mächtigen politischen Verbündeten besaß.
Um 1905 kristallisierte sich langsam eine weitere gefährliche Gruppierung heraus, die zum Konkurrenten der Egan-Gang werden sollte. Angeführt vom 17-jährigen Tony Foley und politisch unterstützt von Frank Hussey und dessen Halbbruder Lawrence „Lawler“ Daly sollte sich die Bottoms Gang als ernste Bedrohung für St. Louis und die Egan-Gang entwickeln. Besonders Hussey (welcher in der Auseinandersetzungen zwischen den Walnut Streeters und Kinneys Gang 1900 angeschossen wurde) sowie Daly (der eine Wahl um das Amt des Konstabler gegen das Egan-Mitglied Sam Young verloren hatte) hatten eine lang währende Abneigung gegenüber Egan und es war ihnen klar, dass sie Thomas Egan eliminieren mussten, um an die Spitze der kriminellen Geschäfte zu gelangen. Egan war es bis 1906 gelungen über eine Mitgliederzahl von circa 100 Mann zu verfügen, zusätzlich war er Stellvertreter des Konstablers Michael Kinney. Einer der wichtigsten Vertrauten von Egan war Sam Young, der der Repräsentant für den hart umkämpften 15. Bezirk von St. Louis war. Dieser Bezirk bildete am 6. Oktober 1906 auch den Austragungsort einer physischen Konfrontation zwischen der Egan und Bottoms Gang während einer Vorwahl der Demokraten. Gleichzeitig verlor Tom Egan 1906 auch seine Ausschanklizenz für seinen Saloon, welche jedoch durch Einflussnahme von Senator Kinney zurückgenommen wurde. Nur kurz darauf überschrieb jedoch Egan seine Lizenz an einen Freund, der offiziell den Saloon weiter führte.

## Die Morde an Gagel und Wilson
Am 15. Januar 1907 kam es zu einer Aussprache zwischen den beiden Anführern Thomas Egan und Tony Foley im Jolly Five Club, um eine Einigung darüber zu erreichen, welche demokratische Gruppe den 15. Bezirk beherrschen sollte. Bereits zuvor hatte Egan über seine Polizeikontakte Druck auf die Glücksspiel-Geschäfte von Frank Hussey ausgeübt, worauf dieser zu diesem Treffen aufrief. Während das eigentliche Treffen positiv endete, sollte der Abend für Egan nicht enden, als überraschend William „Willie“ Gagel auftauchte. Gagel, selber Ashley Street Mitglied, hatte im November 1895 Jerry Caples im Streit erschossen, woraufhin Thomas Egan Rache an Gagel schwor. Dieser ließ sich im darauffolgenden Jahr bereitwillig von der Polizei verhaften und trat eine zehnjährige Haftstrafe an, die ihn vor dem Zorn von Egan schützen sollte. Nun wollte er die Gelegenheit nutzen und mit Egan wieder Frieden schließen. Egan entschloss sich jedoch zum Handeln (vermutlich dachte er, dass Gagel ihn erschießen wollte) und schoss Gagel in die Magengegend, woraufhin dieser ins Krankenhaus gebracht wurde. Er weigerte sich jedoch den Täter zu nennen, verschiedene Verdächtige wurden von der Polizei verhaftet. Der Unwillen der Kooperation brachte einen Polizisten dazu, die gesamten Verdächtigen (Egans Männer) als einen Haufen Ratten zu bezeichnen, woraus der Name resultieren sollte, den die Gang erhalten sollte. Acht Tage später erlag Gagel seinen Verletzungen ohne Egan zu belasten, trotz alle dem wurde dieser jedoch wegen Mordverdachts verhaftet, konnte jedoch nach Zahlung einer Kaution die Haft veranlassen und wurde im Juni 1907 wegen Selbstverteidigung freigesprochen.
Ende Oktober 1907 war jedoch Egan an einem weiteren Mord beteiligt, dieses Mal an James „Kid“ Wilson, den er verdächtigte, eine Affäre mit seiner Frau Nellie Egan (ehemalige Woelfel) zu haben. Als er sie am 22. Oktober gemeinsam bei einem Spaziergang beobachtete, entschloss er sich ein Exempel zu statuieren und erschoss ihn mit 2 Kugeln in die Brust. Seine Frau Nellie sowie Wilson beschuldigten Egan nicht, trotz dessen wurde er angeklagt, konnte jedoch von seinem Anwalt einen Freispruch erhalten, nachdem dieser erfolgreich mit dem inoffiziellen Gesetz bzw. Recht des gehörnten Ehemanns argumentierte. Um 1908 gelang es Egan die Bottoms Gang um Tony Foley auszuschalten, indem er den polizeilichen Druck auf diese erhöhte, was zu verschiedenen Verhaftungen und Verurteilungen von Gangmitgliedern führte. Durch einige Angriffe gegenüber Polizisten schwächte sich letztendlich die Bottoms Gang selbst und Egans Gruppierung konnte sich 1909 als Sieger dieses Konfliktes fühlen.

## Die Egan’s Rats in den Schlagzeilen – Mächtigste Gruppierung in St. Louis
Die erste Erwähnung des Namens Egan’s Rats in den Medien geschah im Zuge der Ermordung von Fred „The Yellow Kid“ Mohrle, einem ehemaligen Assoziierten der Rats, welcher zu den Republikanern überwechseln wollte und im April 1909 seinen Chef, Konstabler Sam Young, erschoss. Im darauf folgenden Prozess (Mohrle hatte sich bereitwillig ergeben und argumentierte auf Notwehr) fürchtete er mit Racheakten von Seiten der Rats, was sich im Gerichtsgebäude am 4. Juni 1909 bewahrheiten sollte, als er während einer Prozesspause vom herannahenden Thomas „Red“ Kane hinterrücks per Kopfschuss exekutiert wurde. Die ganze Stadt war empört aufgrund dieses Verhaltens, woraufhin im St. Louis Post-Dispatch das erste Mal der Name „Egan’s Rats“ in Verbindung mit dieser Bande publiziert wurde.
1910 zählten Egans Mitglieder an die 250 Mann und William Egan hatte den Saloon von Sam Young im 15. Bezirk, der zugleich als Basis für diese Gruppierung im Bezirk diente, übernommen. Trotzdem sollten die Egan’s Rats im November 1910 eine üble Überraschung erleiden, als Thomas Kinney unerwartet gegen den Republikaner Leonidas C. Dyer verlor. Gleichermaßen bei dieser Wahl war eine Abstimmung über eine mögliche Alkoholprohibition gescheitert, Thomas Egan bemerkte jedoch einen Umschwung in der Mentalität der Bevölkerung und rechnete damit, dass es nur noch eine Frage der Zeit wäre, bis ein Alkoholverbot Gesetz werden würde. Da ihm bewusst war, dass er mit Alkoholschmuggel ab diesem Zeitpunkt große Gewinne einfahren könnte, begann er in der zweiten Dekade des 20. Jahrhunderts langsam ein Schmuggelnetzwerk aufzubauen.

## Thomas Egan als mächtiger Boss – Probleme mit den Dunn Brüdern
Im Zuge des Weihnachtsfestes 1911 ermordeten die Egan’s Rats den Dieb Thomas „Fingers“ Regan. Regan war anfangs noch unwillig seinen Mörder zu benennen, was eine Welle der öffentlichen Aufregung auslöste, jedoch entschloss sich Regan kurz vor seinem Tod seine Meinung zu ändern und er konnte Fred Woelfel, den Schwager von Thomas Egan beschuldigen der Täter zu sein, doch dieser konnte nicht angeklagt werden, da außer dieser „Beichte“ keine weiteren Beweise vorlagen. Diese Situation führte zu einem berühmten Interview von Thomas Egan im Januar 1912 im Post-Dispatch, bei dem er offen zu gab, dass seine Männer einen Schweigeschwur einhielten und niemals untereinander bei der Polizei anschwärzen würden. Er gestand, dass er Anführer einer Gruppierung war und dass nichts dagegen getan werden könnte. Ungefähr zur gleichen Zeit wurde Thomas Kinney mit Tuberkulose diagnostiziert und starb letztendlich am 15. Mai 1912 an dieser Krankheit. Sein Bruder Michael Kinney nahm den Posten seines Bruders an, woraufhin der politische Kontakt der Egan’s Rats bis auf Weiteres sichergestellt war.
Bis zum Sommer 1914 hatte Egan sein Schmuggelnetzwerk etabliert und Männer nach Chicago, Detroit, New Orleans und Terre Haute abgestellt, die dafür sorgten, dass Alkohollieferungen regelmäßig in St. Louis ankamen und zugleich die Wahlen für die Demokraten nach Egans Vorstellungen in den anderen Städten ausgingen. Thomas Egan konnte sich als einer der mächtigsten Gangster des Mittleren Westens bezeichnen.
Ärger sollte sich Ende 1915 für Egan aufbauen als ein Mitglied der Rats, Harry „Cherries“ Dunn, zunehmend mit der Egan Gruppierung unzufrieden war (hauptsächlich resultierend aus dem Grund, dass Egan wenig Einfluss spielen ließ, um dessen Bruder John „Pudgy“ Dunn aus dem Gefängnis zu holen) und damit liebäugelte der Bottoms Gang beizutreten, welche um ihn warb. Gleichzeitig bot er sich vermutlich im Dezember 1915 bei der Polizei an um Informationen über die Egan-Gruppierung weiterzugeben. Der Vorschlag wurde abgelehnt und beim Verlassen des Gebäudes traf Dunn vermutlich auf William „Skippy“ Rohan. Rohan war das Jahr zuvor wieder nach St. Louis zurückgekehrt und hatte die alten Kontakte zu Egan aufgenommen (beide kannten sich bereits aus der Zeit der Ashley Streeters), obwohl er sich dazu entschloss sein Leben nun auf ehrlichem Weg weiterzuführen. Dunn musste nun damit rechnen, dass er jederzeit bei Egan in Ungnade fallen könnte und Opfer eines Anschlages werden würde, wenn sein Polizeibesuch bekannt werden würde.
Am 8. Januar 1916 war Rohan mit einem Bekannten in Egans Saloon zugegen, als Dunn eintrat. Kurz darauf entstand eine Auseinandersetzung (vermutlich nannte Rohan Dunn einen Spitzel, womit sich dessen Befürchtungen verstärkten), die damit endete, dass Dunn Egans alten Weggefährten Skippy Rohan erschoss. Somit wurde zum ersten Mal in der langjährigen Geschichte von Egans Saloon jemand ermordet, zudem noch ein enger Freund von Egan. Dunn wurde zur gesuchten Person, Egan schwor offen Rache für den Mord an Rohan, konnte jedoch davon abgebracht werden, da sein Bruder William für Dunn einstand. Trotz alle dem wurde Dunn offiziell aus der Gruppierung ausgeschlossen und er schloss sich der Bottoms Gang an. Am 19. September 1916 wurde er jedoch von Egan’s Rats Mitgliedern erschossen, nachdem er zuvor im August einen Assoziierten der Rats mit seinem Komplizen Eddie Schoenborn erschoss. Diese Situation resultierte in einem neuen Krieg zwischen den Egan’s Rats und der Bottoms Gang. Die Freilassung von Pudgy Dunn sowie dessen Rachefeldzug sollte weitere Todesopfer fordern, wodurch die Bottoms Gang letztendlich weiter zerbrach und sich einige Reste später als die Cuckoo Gang um 1907 reformierten.

## Egans Ende
Thomas Egan regierte weiterhin die kriminelle Unterwelt, sein Street Boss war unterdessen mittlerweile William Egan. Thomas Egan erlaubte verschiedenen anderen Gruppierungen in St. Louis zu operieren, so lange diese nicht die Angelegenheiten der Egan’s Rats beeinträchtigten.
Während sich gegen Ende dieses Jahrzehnts immer mehr neues Blut in den Reihen der Rats einfand (Thomas Egan war der Letzte der alten Garde), sollte sich für Thomas Egan, mittlerweile auch Vorsitzender des Democratic Club Committee, im Januar 1919 der lang gehegte Traum erfüllen, als die Prohibition offiziell beschlossen wurde. Allerdings sollte er selbst das Inkrafttreten des Gesetzes nicht erleben, da er am 20. April 1920 infolge einer Nierenkrankheit (damals bekannt als Bright’s Disease) starb und im kleinen Kreis neben Thomas Kinney auf dem Calvary Friedhof begraben wurde. Sein Nachfolger wurde sein jüngerer Bruder William „Willie“ Egan.